# AXE-N
AXE-N (AXE Network. även kallat AXE 2) var ett av Sveriges största utvecklingsprojekt och bedrevs under stort hemlighetsmakeri inom Ericsson och Telia. Det inleddes 1987 av det gemensamma bolaget Ellemtel. Projektet havererade runt 1994 och avbröts helt 1995, strax efter att Ericsson hade köpt Telias delar i Ellemtel och inkorporerat dessa i det egna underbolaget Ericsson Utvecklings AB (UAB).
Projektet syftade till att utveckla en arkitektur för paketförmedlande nätverk som efterföljare till de framgångsrika AXE-telefonväxlarnas kretskopplade arkitektur, och skulle förmedla datakommunikation, videokommunikation och telefoni i en gemensam infrastruktur, och på så sätt möjliggöra visionen om bredbands-ISDN.
Projektet har betecknats som en av Sveriges största industrifloppar, men lärdomarna från projektet bedöms ha bidragit till att Ericsson några år senare kunde leverera fungerande 3G-system före sina konkurrenter.

## Kostnader
Kostnaderna för AXE-N-projektet uppskattas till cirka 10 miljarder kronor för Ericssons del, vid denna tidpunkt det dyraste svenska industriprojektet näst efter Saab 39 Gripen.

## Teknik
Syftet med projektet var att utveckla en andra generationens telefonväxel som ersättare för det framgångsrika AXE-10 systemet. AXE-N skulle klara allt som AXE-10 klarade plus lite till, "N" i namnet stod för "Nätverk" och indikerade att AXE-N skulle kunna hantera trafik i paketbaserade datornätverk, specifikt protokollet ATM. Därmed skulle projektet uppfylla visionen om bredbands-ISDN (B-ISDN), det vill säga samma nätverk för telefoni, datakommunikation och kabel-TV, i högre hastigheter än det kretskopplade telefonnätets gräns på 2 Mbit/s vid ISDN-tjänster. Visionen liknar dagens IP-baserade bredbandstjänster, men på den tiden ansågs Internetroutrar vara för långsamma för att kunna förmedla bredbandig kommunikation, eftersom routing implementeras i mjukvara, medan ATM-växlingen väsentligen utförs av fast digital logik. 
Systemet beskrevs som en av de största satsningarna i världen på objektorienterad programmering. För ändamålet hade ett nytt språk för systemkonstruktion kallat DELOS och ett helt nytt realtidsoperativsystem med namnet DICOS konstruerats. DELOS är ett beskrivningsspråk av samma typ som mellanprogramvaran CORBA och Interface Definition Language, och kompileras till C++ (idag även Java) via en kompilator som kallas delux.
I samband med att Ericsson Computer Science Laboratory uppgick i Ellemtel år 1988 arbetade man en period för att integrera det egenutvecklade programmeringsspråket Erlang, något som vid den tiden inte fick gehör, och de experimenten avbröts.

## Nedläggningen
I litteraturen beskrivs projektet oftast som ett fullständigt misslyckande. Bara små delar av utvecklingsarbetet kunde återanvändas i nya system. Elisabeth Armgarth skriver i Ericssons interna organ Kontakten att det fanns medarbetare som svimmade på mötena när nedläggningsbeslutet kom, och andra som grät. Media rapporterade om nedläggningen den 8 december 1995. Då berördes enligt uppgift 700 personer av nedläggningen.
Skälen till att projektet blev alltför komplext och fick hålla på för länge innan det havererade är inte helt utredda och dokumenterade. En huvudanledning anses dock vara att ambitionen var att ta fram en större och mer generell växel än marknaden efterfrågade. Ett speciellt problemområde som utpekats är systemets programvara, i synnerhet att man använde extremt fokus på objektorientering (vilket vid tillfället var den gyllene hammaren) i såväl datorprogram som databaser, något som kan vara svårt att kombinera med parallellprogrammering. Projektet var starkt teknikdrivet, och man valde att avsätta stor tid till att utveckla och använda sig av till stora delar nya helt otestade metoder.
Anställda vittnar även om dålig psykosocial arbetsmiljö. I intervjuer med tidigare Ericsson-anställda sägs att:
[projektet] ballade ur totalt bara för att hela atmosfären på Ellemtel var förgiftad. Antingen försvor du dig och accepterade den enda sanna guden, eller också så åkte du ut. Du blev utfrusen. (...) de hade ju en psykisk atmosfär som måste ha varit för jäklig

## Efterspel
Direkt i samband med nedläggningen av AXE-N i december 1995 vändes fokus på programvaruutveckling i Ericssons telefonväxlar bort från objektorientering och C++ till funktionell programmering i språket Erlang, som underlättar låsningsfri multikörning. En ny men mindre ATM-växel under namnet AXD började utvecklas med AXE-N-projektets hårdvara som bas, men denna gång med ett programsystem helt baserat på Erlang och programspråket C. Istället för att ersätta de gamla AXE-växlarna med AXE-N kombinerades de med paketförmedlade AXD-växlar, kallat ENGINE-konceptet.
Flertalet som arbetat med AXE-N kom sedan att arbeta med mobila system. Sven-Christer Nilsson, koncernchef 1998–1999, hävdar därför att den kompetensutveckling som AXE-N-projektet gav upphov till, möjliggjorde att Ericsson kunde leverera 3G/UMTS-lösningar tidigare än sina konkurrenter.
Telekombranschen trodde starkt på ATM-tekniken under 1990-talet, men vid sekelskiftet visade Ethernet-växlar och IP-routrar sig kunna möjliggöra IP-telefoni, IP-TV och höga hastigheter till lägre kostnad än ATM-utrustning. Ericsson hade fokuserat på ATM under 1980- och 1990-talen och började arbeta med IP-lösningar först efter Nilssons tillträde 1998. I fjärde generationens mobilnät har den ATM-liknande GPRS-tekniken såväl som kretskopplade växlar ersatts av helt IP-baserad infrastruktur.
Operativsystemet Dicos blev basen för Ericssons HLR (Home Location Register) i TDMA-systemet som utvecklades i Montreal. Det som återstår av språket DELOS och realtidsoperativsystemet DICOS återfinns idag inom Ericssons operativsystem TelORB.